# Dara (roman)
Pour les articles homonymes, voir Dara.
Dara est un roman de Patrick Besson paru en 1985 aux éditions du Seuil et ayant reçu le Grand prix du roman de l'Académie française la même année, par 13 voix contre 11 pour Sébastien Doré de François-Olivier Rousseau.

## Éditions
- Dara, éditions du Seuil, 1985  (ISBN 2-02-008887-8).